# Ravennský exarchát
Ravennský exarchát (latinsky Exarchatus Ravennatis) neboli také Italský exarchát (latinsky Exarchatus Italiae) byla administrativní jednotka byzantské říše v Itálii, kterou kolem roku 584 založil císař Maurikios na obranu proti do Itálie pronikajícím Langobardům. Exarchát, situovaný na území mezi Římem a správním střediskem Ravennou, představoval oporu byzantské moci na Apeninském poloostrově. Silné pravomoce zdejšího nejvyššího hodnostáře, exarchy, spolu s odlišným kulturním, jazykovým a konfesijním prostředím vedly ze strany exarchů k opakovaným pokusům o uzurpaci moci. Problémy se správou této provincie dále umocňovaly četné spory mezi papeži a byzantskými císaři o uctívání obrazů.

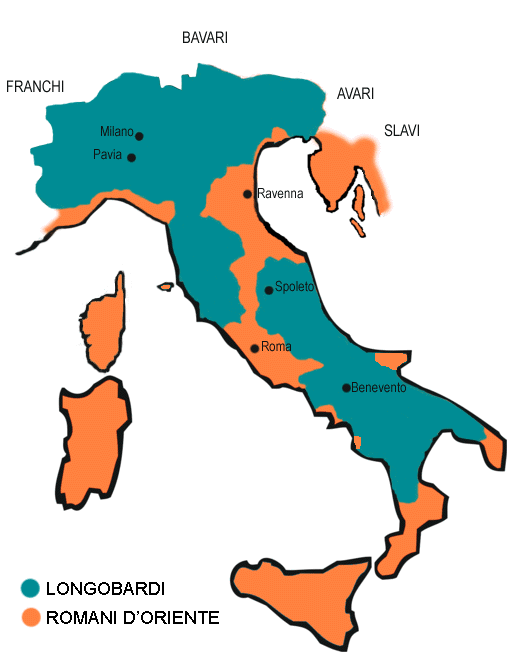
Byzantské a langobardské území v Itálii kolem roku 590. Ravennský exarchát zahrnuje oblast mezi Ravennou a Římem

Roku 751 dobyl Ravennu langobardský král Aistulf, čímž tento správní útvar zanikl a spolu s ním i vliv byzantské říše v severní Itálii.